# Кампофранко
Кампофранко (итал. Campofranco) — коммуна в Италии, располагается в регионе Сицилия, подчиняется административному центру Кальтаниссетта.
Население составляет 3631 человек, плотность населения составляет 104 чел./км². Занимает площадь 35 км². Почтовый индекс — 93010. Телефонный код — 0934.
Покровителем коммуны почитается святой Калоджеро, празднование в последнее воскресение июля.